# Van Hasselt's klok

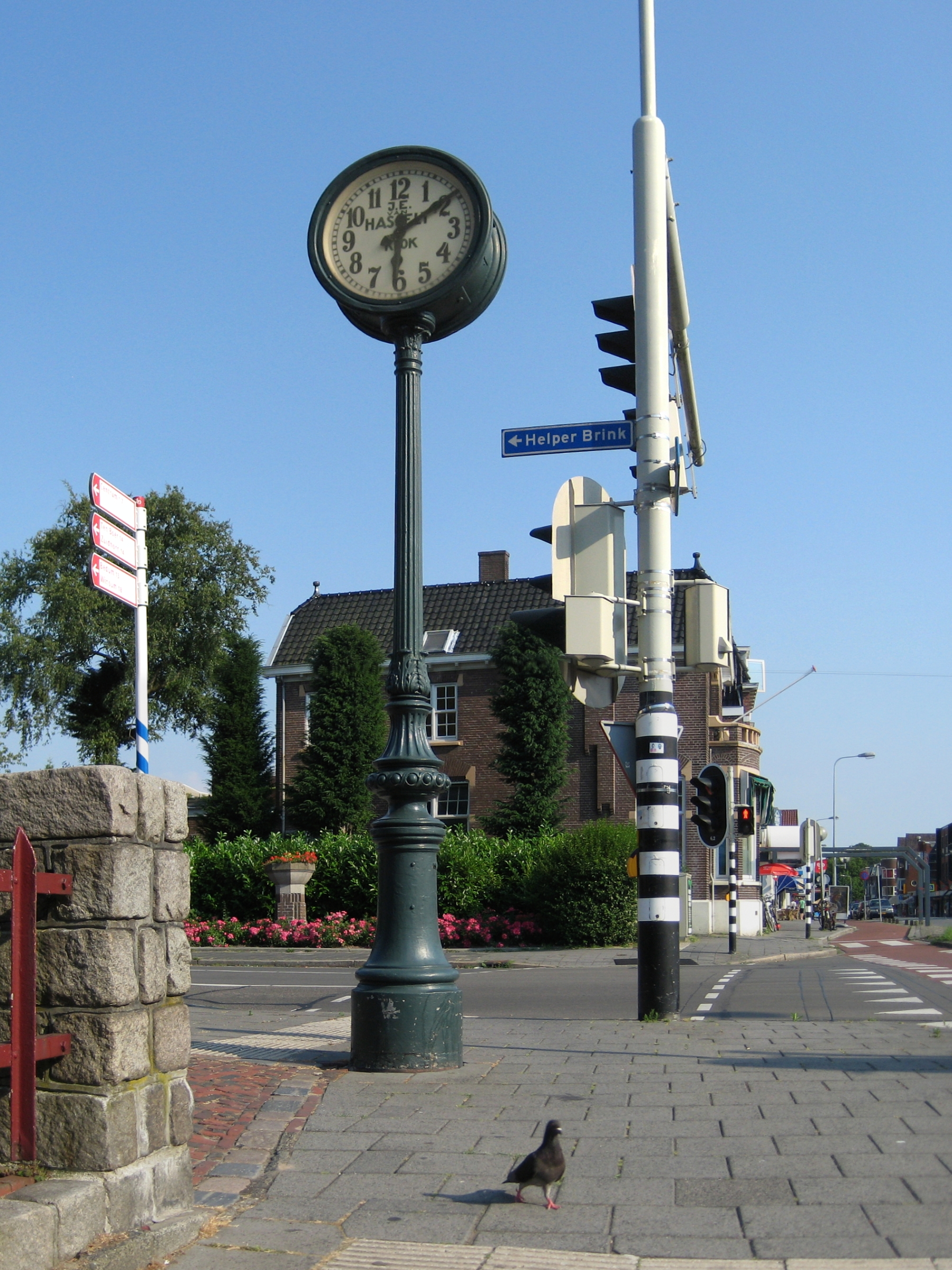
De Van Hasselt's klok in 2010

Van Hasselt's klok is een monumentale straatklok in Helpman, een zuidelijke wijk van de stad Groningen.

## Beschrijving
De klok werd in 1923 geplaatst op de hoek van de Verlengde Hereweg en de Helper Brink als geschenk van de Groninger industrieel J.E. van Hasselt (1874-1942), die schuin tegenover deze locatie in het pand Verlengde Hereweg 33 woonde en daar een tricotagefabriek had. De vrijstaande klok, die ongeveer 2,5 m hoog is, is bevestigd op een gietijzeren paal met een zwaar uitgevoerd basement. De overgang tussen basement en paal is versierd met Korinthische motieven. Het uurwerk bestaat uit een ronde kast met uitstaande randen aan twee zijden, waarachter zich twee wijzerplaten bevinden, beide met de tekst "J.E. van Hasselt's klok". Het object is aangewezen als rijksmonument "vanwege zijn betekenis voor de lokale geschiedenis en vanwege zijn zeldzaamheid en gaafheid".